# Bogatu Român, Sibiu
Bogatu Român (maghiară Nagykerék, Oláhbogát, Bogát, germană Reichhof, Bogaden) este un sat în comuna Păuca din județul Sibiu, Transilvania, România. Se află în partea de vest a județului.
Etimologia numelui: Nagykerék = Kerek-ul Mare; Oláhbogát = Valahul bogat; Reichhof = Curtea  bogată (cuvântul "curte" cu sens de "gospodărie").
Anul primei atestări documentare: 1324, sub denumirea de Kerék.

## Obiective memoriale
Parcela eroilor români din cele două războaie mondiale este amplasată în curtea bisericii ortodoxe și a fost amenajată în anul 1944. În această parcelă sunt înhumați 15 eroi necunoscuți.

## Personalități marcante
- Ioan Marian Țiplic (n. 1972), istoric, arheolog și profesor universitar

## Imagini

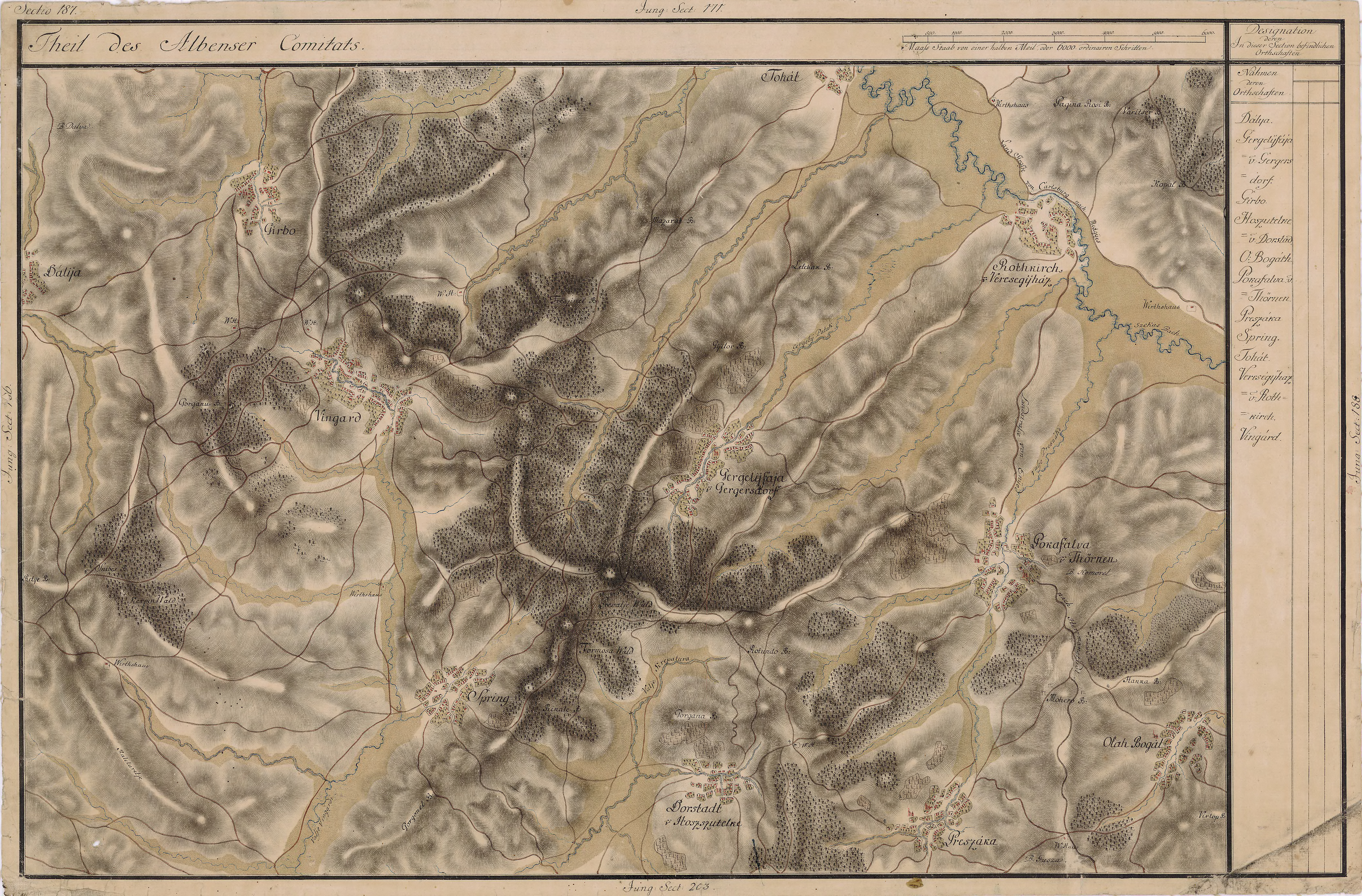
Bogatu Român în Harta Iosefină a Transilvaniei, 1769-1773
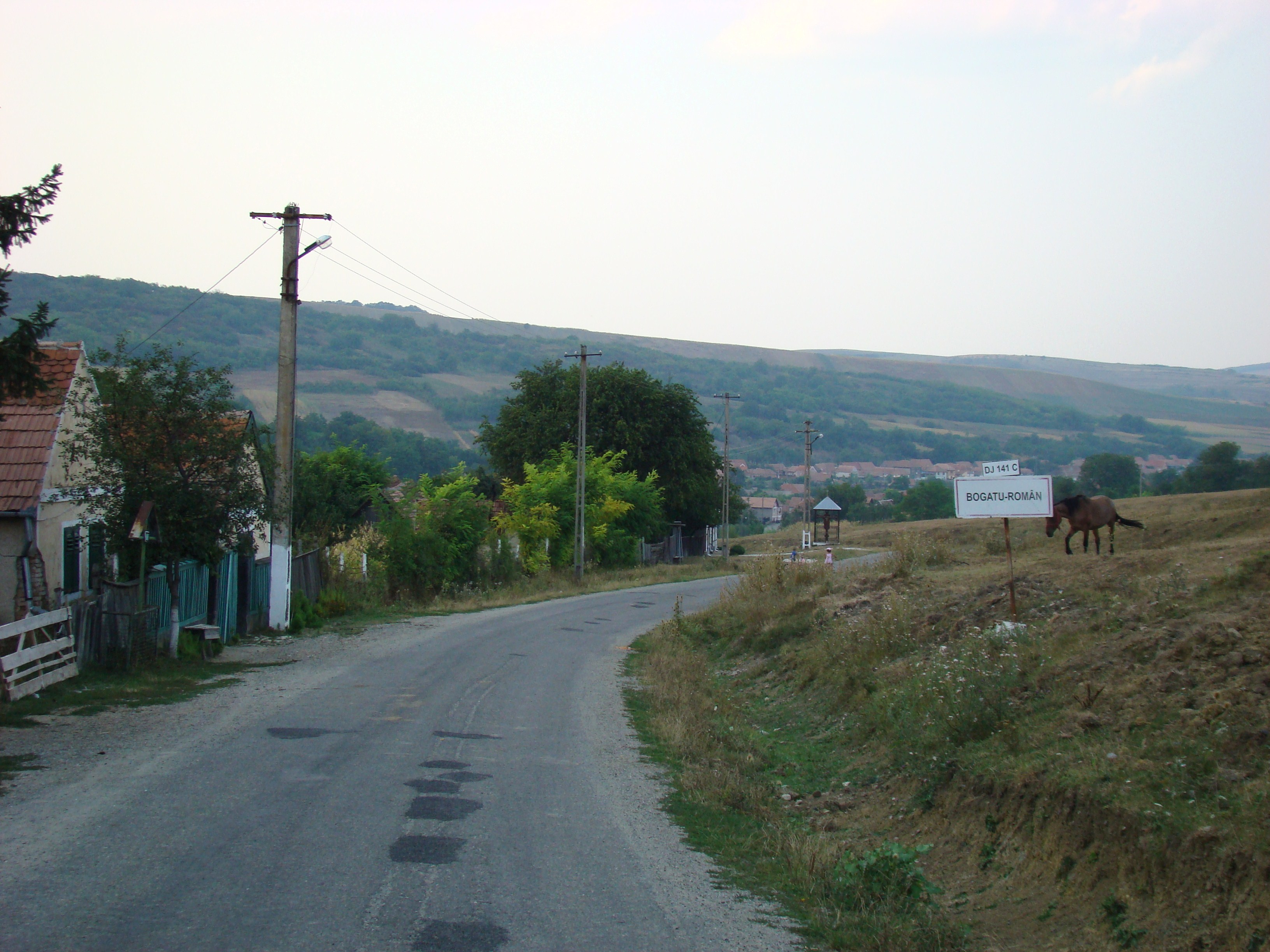
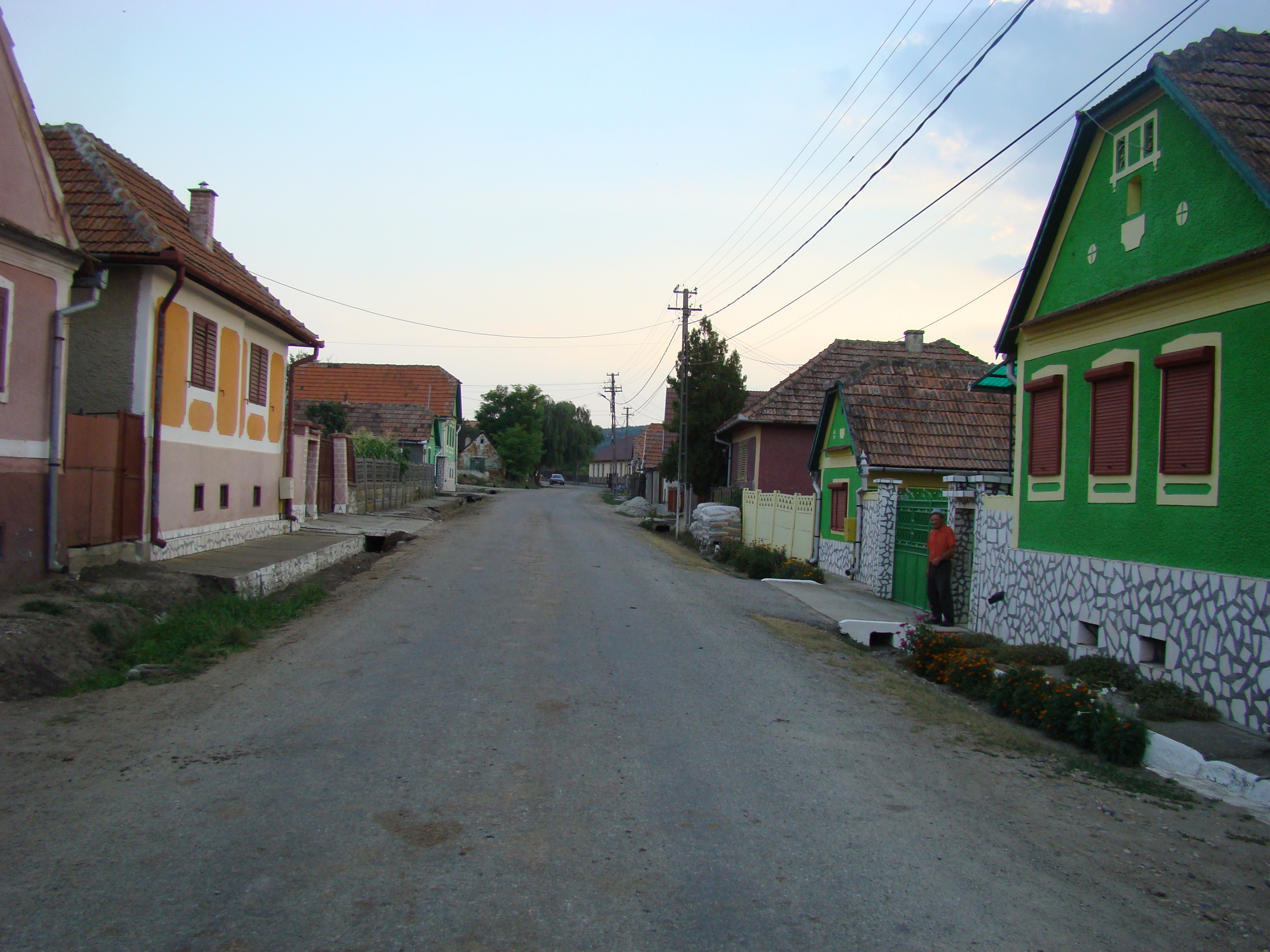
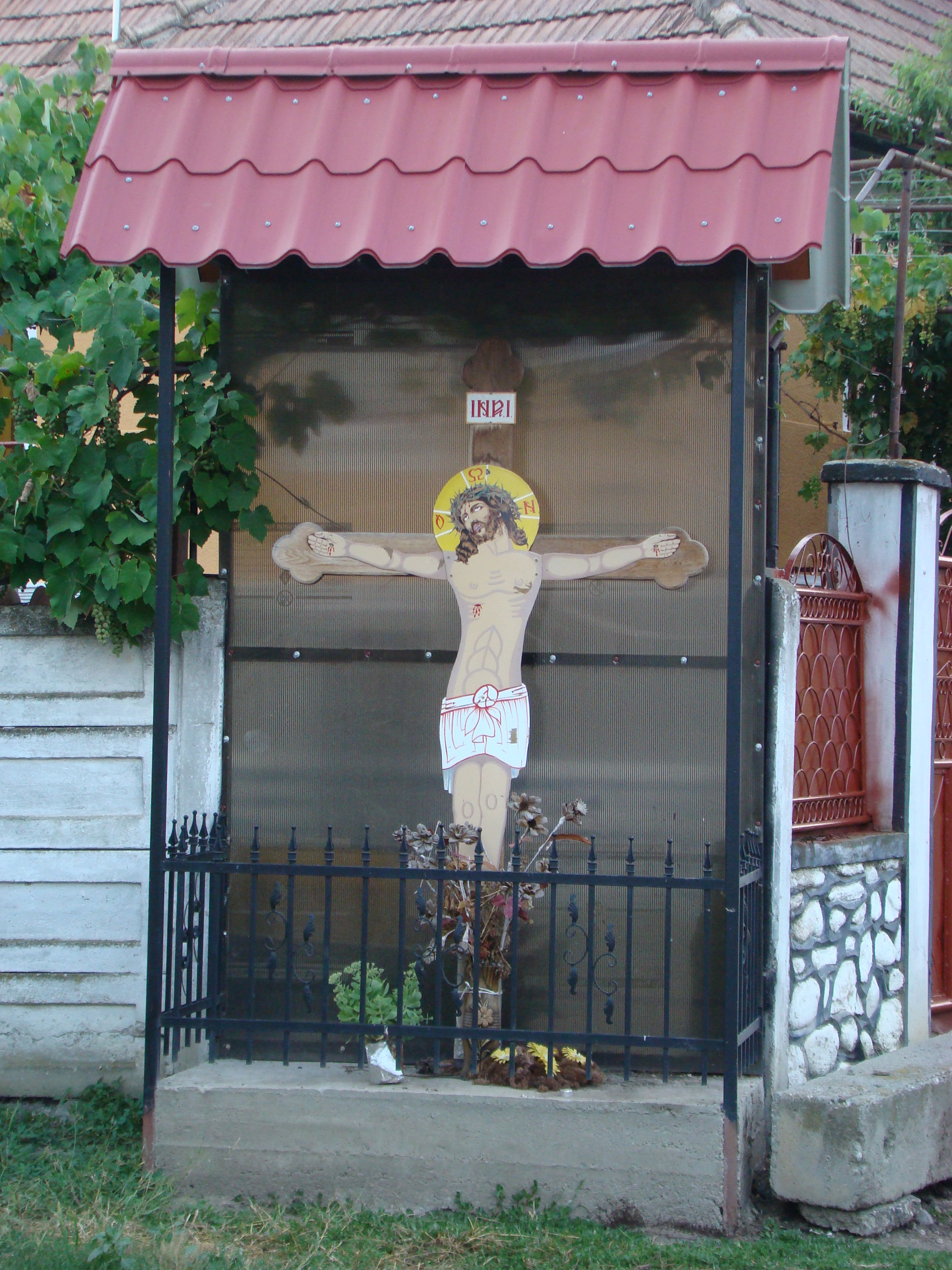
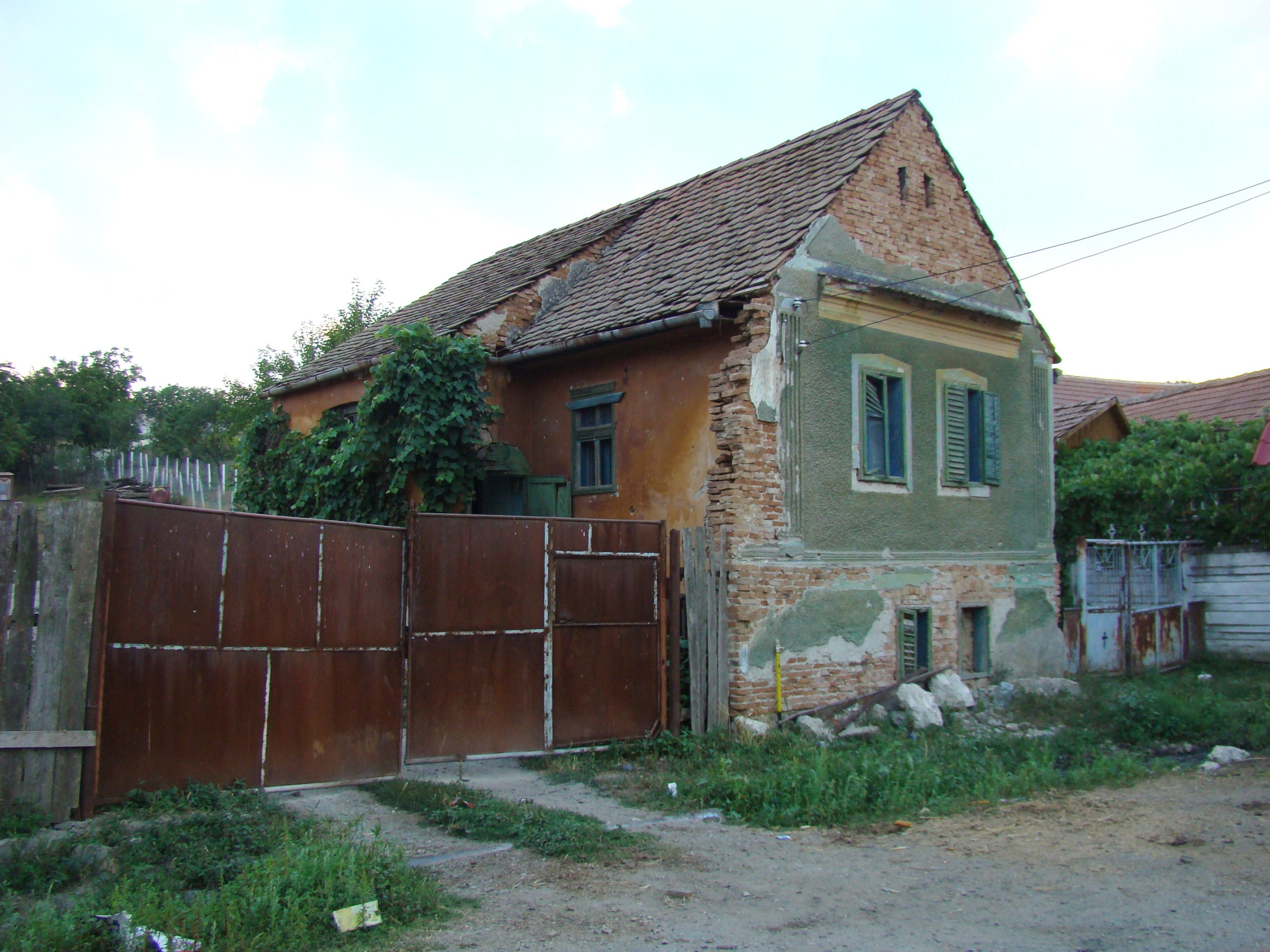
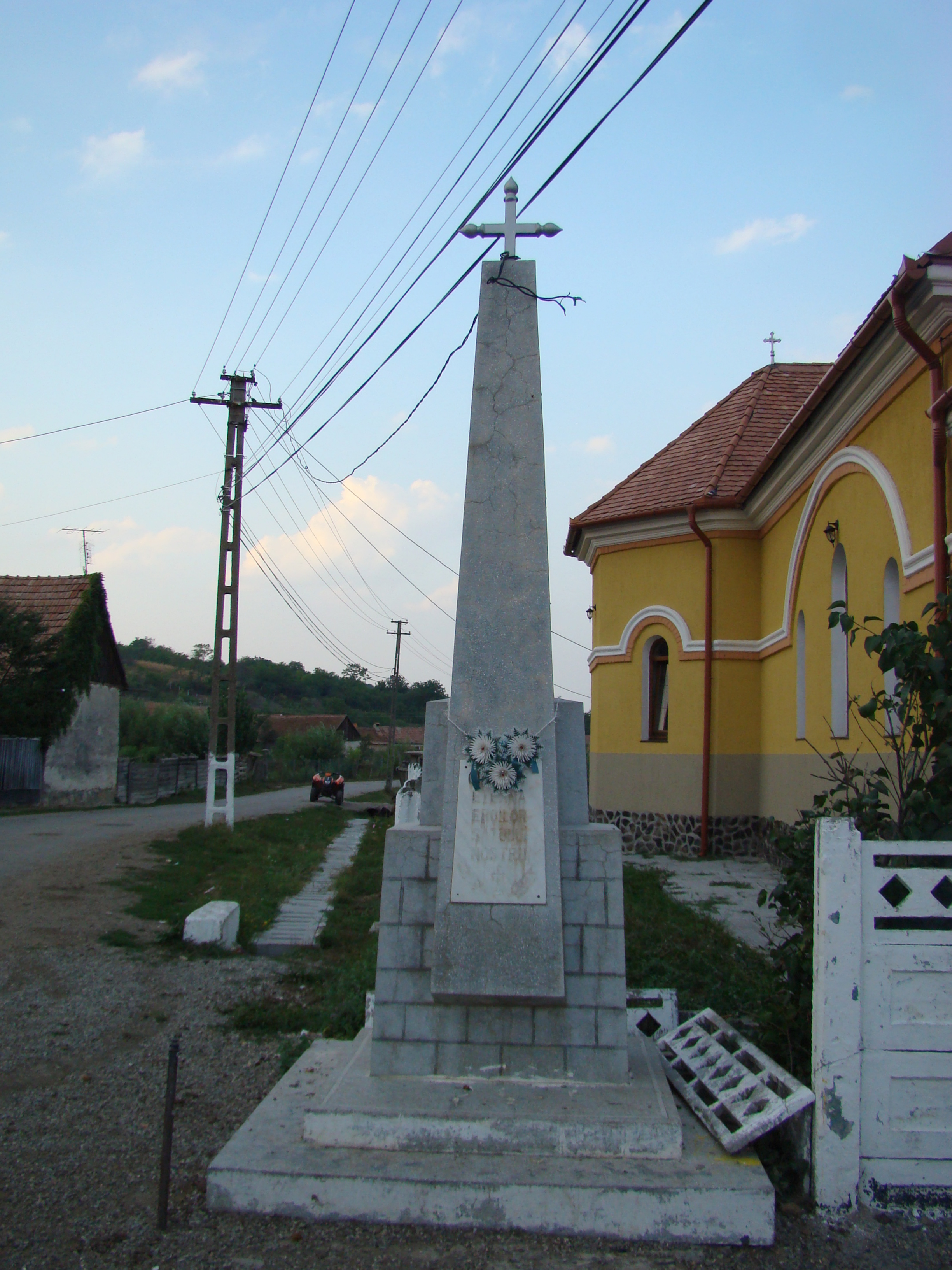
Monumentul Eroilor
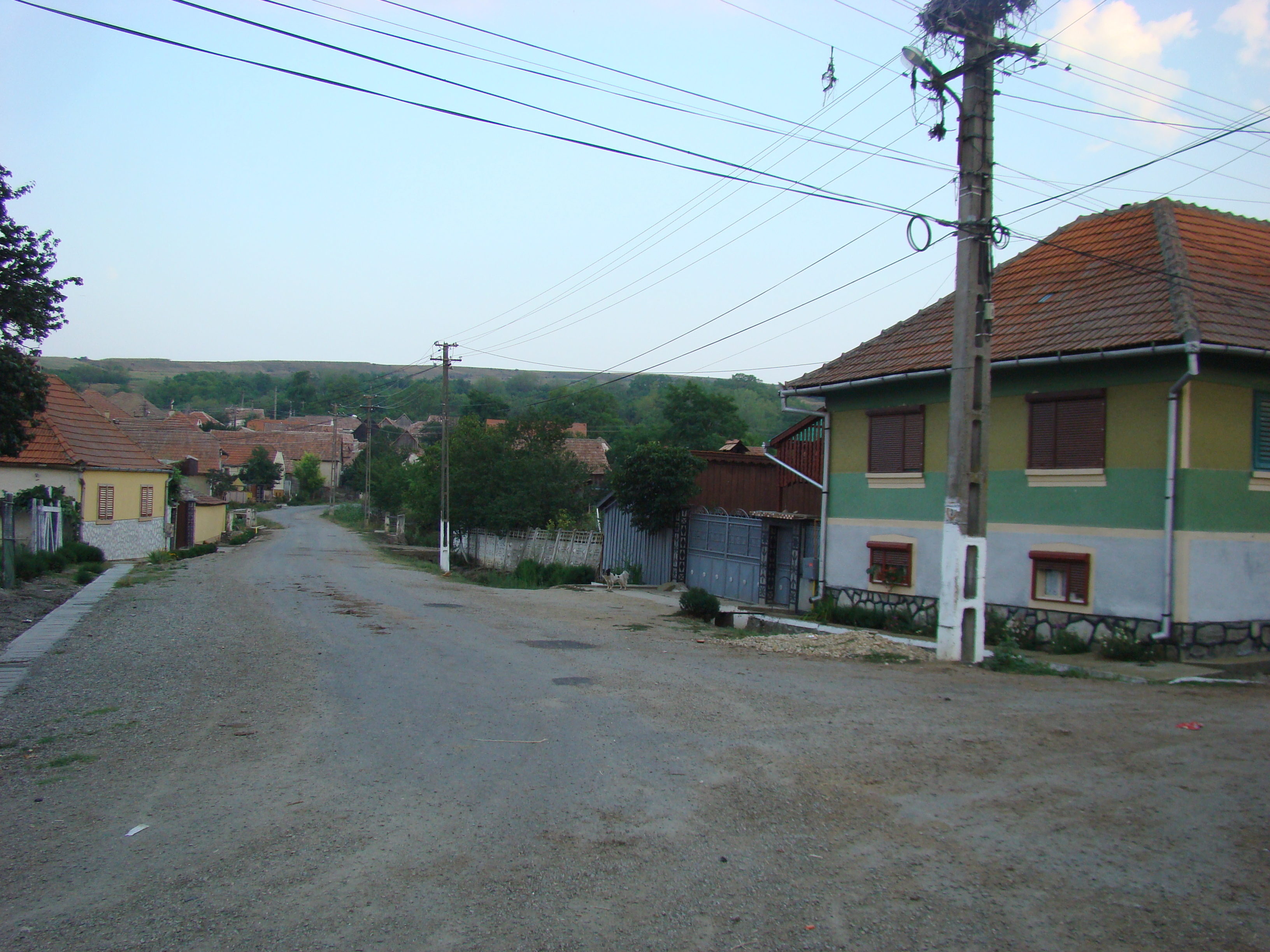
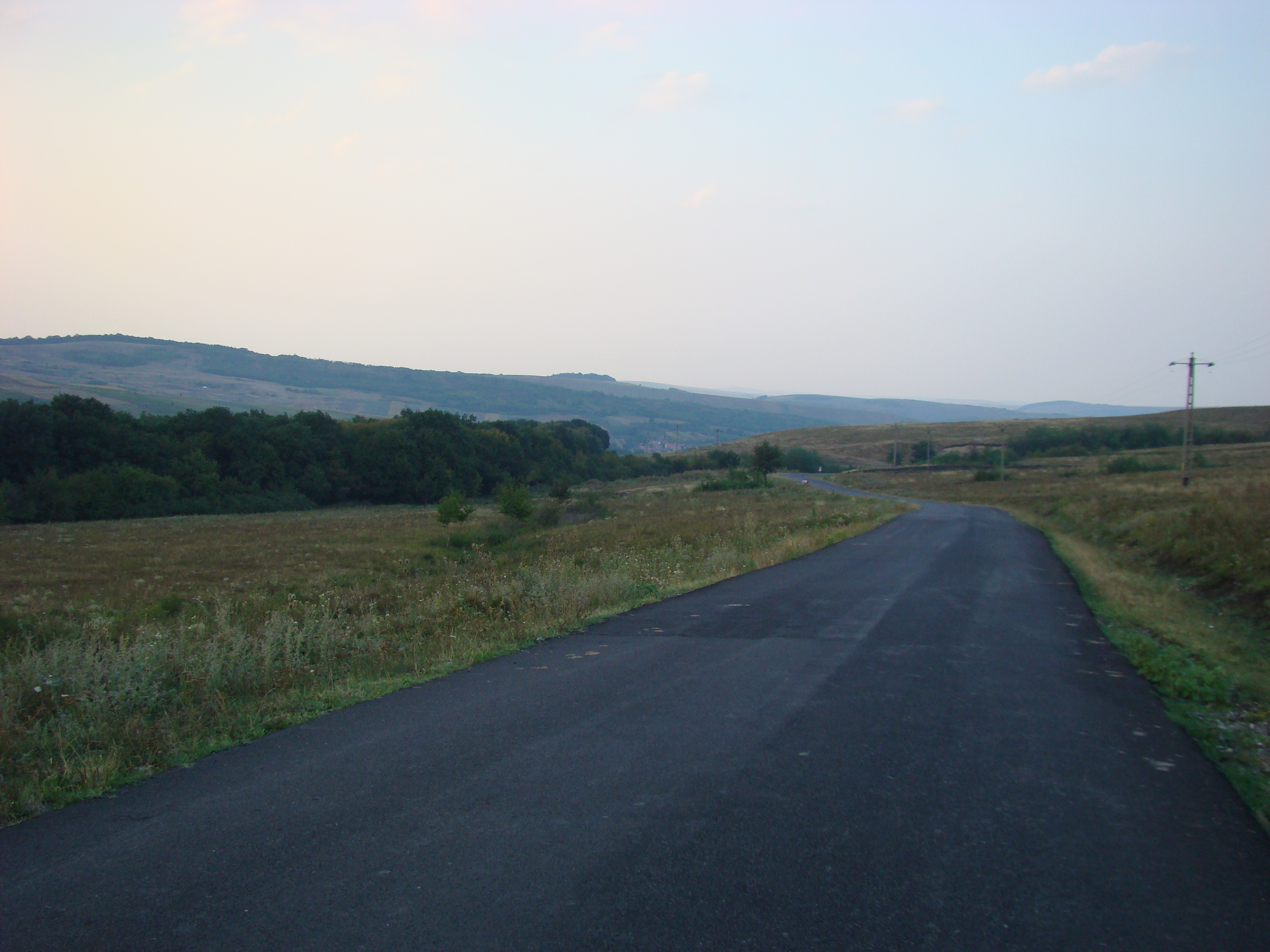
Drumul Bogatu Român-Gusu

## Demografie
Populația localității de-a lungul timpului (1850-1992)  Arhivat în 8 martie 2016, la Wayback Machine.